# Mellinghausen
Mellinghausen es un municipio situado en el distrito de Diepholz, en el estado federado de Baja Sajonia (Alemania), a una altitud de 44 metros. Su población a finales de 2016 era de unos 1000 habitantes y su densidad poblacional, 44 hab/km².
Se encuentra ubicado a poca distancia al sur de la ciudad de Bremen, al norte de la frontera con el estado de Renania del Norte-Westfalia.